# بابا نويل

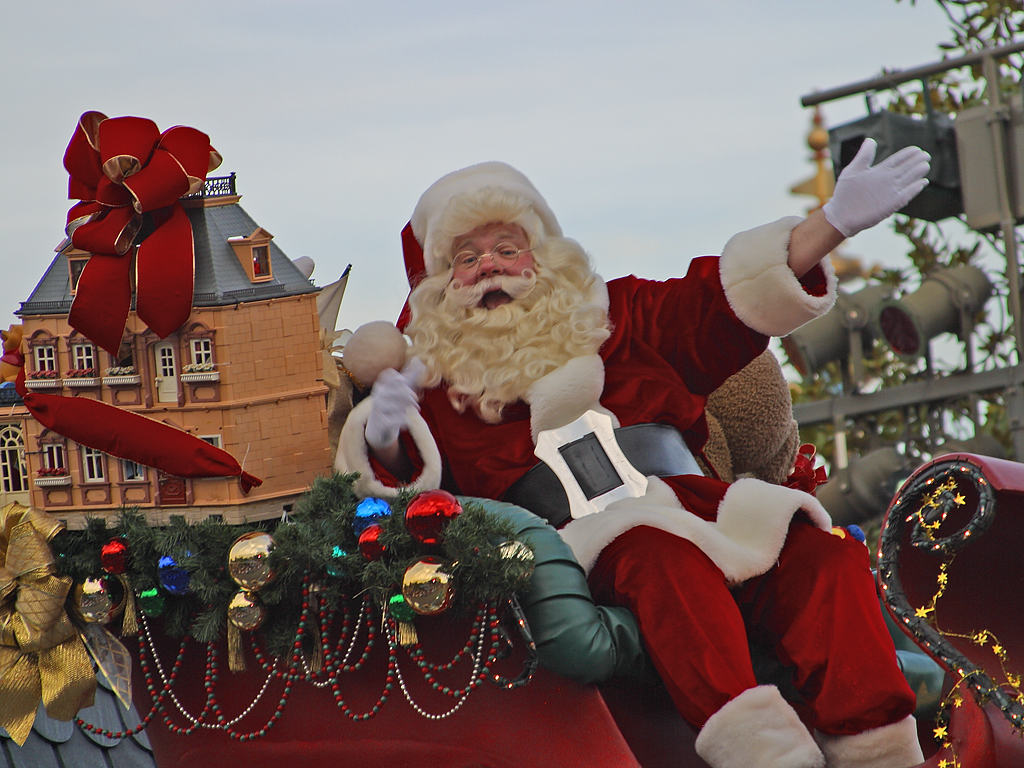
بابا نويل على زلاجته في حديقة ديزني لاند.

بابا نويل أو «سانتا كلوز» هو شخصية خيالية ترتبط بعيد الميلاد توجد عند المسيحيين، معروفة غالبًا بأنها رجل عجوز سعيد دائما وسمين جداً وضحوك يرتدي ستره يطغى عليها اللون الأحمر وبأطراف بيضاء وتغطي وجهه لحية ناصعة البياض، وكما هو مشهور في قصص الأطفال فإن بابا نويل يعيش في القطب الشمالي مع زوجته السيدة كلوز، وبعض الأقزام الذين يصنعون له هدايا الميلاد، والأيائل التي تجر له مزلاجته السحرية، ومن خلفها الهدايا ليتم توزيعها على الأولاد أثناء هبوطه من مداخن مدافئ المنازل أو دخوله من النوافذ المفتوحة وشقوق الأبواب الصغيرة.
كان تبادل الهدايا شائعًا في بعض مناطق الإمبراطورية الرومانية أواخر ديسمبر كجزء من طقوس دينية، ولذلك فقد حظرت الكنيسة الكاثوليكية تبادل الهدايا في القرون الأولى والقرون الوسطى بسبب أصولها الوثنية، ثم عادت وانتشرت العادة بين المسيحيين بداعي الارتباط بالقديس نقولا أو نيكولا، أما سبب ارتباطها به فيعود لكونه كان يوزع على العائلات الفقيرة في إقليم مبرا في آسيا الصغرى الهدايا والطعام واللباس تزامنًا مع العيد دون أن تعرف العائلات من هو الفاعل، أما الصورة الحديثة له أي الرجل ذو الثياب الحمراء واللحية الطويلة القادم على عربات تجرها غزلان والداخل للمنازل عن طريق المدفأة فتعود لعام 1823 حين كتب الشاعر الأمريكي كلارك مور قصيدة «الليلة التي قبل عيد الميلاد» يصف بها هذه الشخصية التي تعتمد أبعاد تجارية بحتة؛ غالبًا ما يقوم الأطفال بكتابة رسائل إلى سانتا ويضعونها في جراب الميلاد أو بقرب الشجرة قبل العيد، ويستيقظون صباح العيد لفتحها، من العادات المنتشرة أيضًا أن يقوم جميع أفراد الأسرة بتبادل الهدايا بين بعضهم البعض وإن كانت رمزيّة.
يصور بابا نويل عادة على أنه رجل بدين، مرح، ذو لحية بيضاء، غالبًا مع نظارة، يرتدي معطفًا أحمر مع ياقة وأصفاد من الفرو الأبيض، وبنطلون أحمر بأصفاد من الفرو الأبيض وقبعة حمراء مع فرو أبيض، وحزام جلدي أسود وحذاء. ويحمل حقيبة مليئة بالهدايا للاطفال. أصبحت هذه الصورة شائعة في الولايات المتحدة وكندا في القرن التاسع عشر بسبب التأثير الكبير لقصيدة كلارك مور "زيارة من القديس نيكولاس". لعب رسام الكاريكاتير توماس ناست أيضًا دورًا في ترسيخ صورة سانتا. تم الحفاظ على هذه الصورة وتعزيزها من خلال الأغاني والراديو والتلفزيون وكتب الأطفال وتقاليد عيد الميلاد العائلية والأفلام والإعلانات.

## التاريخ

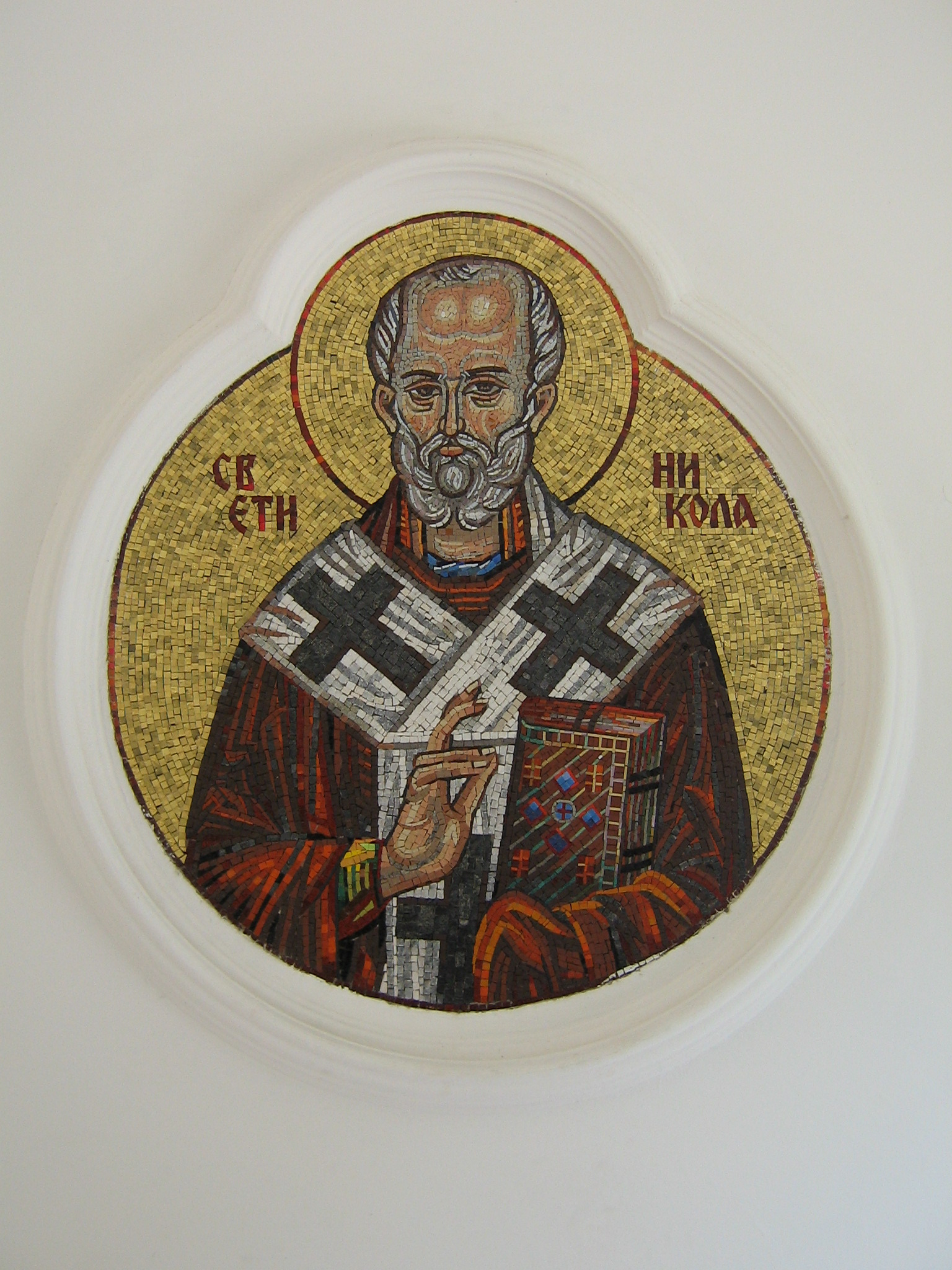
أيقونة للقديس نيكولاس

قصة سانتا كلوز قصة واقعية مأخوذة من قصة القديس نيكولاس وهو أسقف «ميرا» وقد عاش في القرن الخامس الميلادي، وكان القديس نيكولاس يقوم أثناء الليل بتوزيع الهدايا للفقراء ولعائلات المحتاجين دون أن تعلم هذه العائلات من هو الفاعل، وصادف وأن توفي في ديسمبر.
وأما الصورة المعروفة لسانتا كلوز فقد ولدت على يد الشاعر الأمريكي كليمنت كلارك مور، الذي كتب قصيدة «الليلة السابقة لعيد الميلاد» (The Night Before Christmas) عام 1823. وجميع الناس يحبونه في جميع انحاء العالم
ويأتى ذكره مع رأس السنة الميلادية

## أسماء بابا نويل

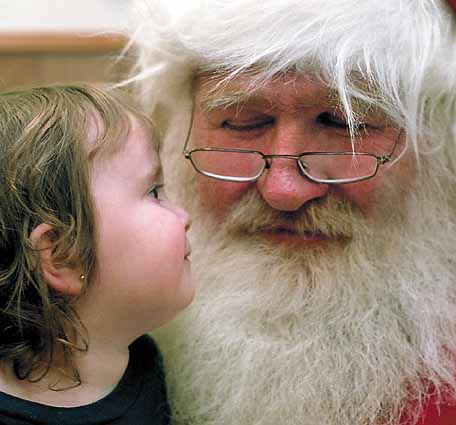
سانتا كلوز يحقق امنيات الأطفال.

أسماء كثيرة تطلق على هذا العجوز الطيب ذو الرداء الأحمر واللحية البيضاء وصوت جرسه الرنان وضحكته المميزة وكيس الهدايا المليء بكل ما هو جميل ومميز ويحمل الفرحة والسعادة للأطفال في عيد الميلاد في مختلف أنحاء العالم. تعددت القصص والروايات حول نشأة وأصل بابا نويل والجذور الدينية والثقافية لهذه الشخصية التي أصبحت من بين أبرز رموز عيد الميلاد إذ لا تكتمل احتفالات عيد رأس السنة بالنسبة للأطفال دون بابا نويل. يطلق على بابا نويل في البلدان والثقافات المختلفة حول العالم عدة أسماء:
- في الولايات المتحدة الأمريكية يطلقون عليه: Santa Claus سانتا كلوز Father Christmasأبو عيد الميلاد Saint Nicholas القديس نيقولا Kris Kringle كريس كرينجل
- المملكة المتحدة وأستراليا يطلقون عليه: Santa Claus سانتا كلوز. Father Christmas أبو عيد الميلاد.
- فرنسا: Papa Noël, le Père Noël
- إيطاليا: Babbo Natale
- إسبانيا: Papa Noel
- البرتغال والبرازيل: Papai Noel
- ألمانيا: Weihnachtsmann, Nikolaus
- كندا: Santa Claus, Le Père Noël
- روسيا:Дед Мороз = ديد موروز
- اليونان: Άγιος Βασίλης = Ayos Vasilis
- النمسا وسويسرا: Christkind
- السويد: Jultomten
- الدنمارك: Julemanden
- النرويج: Julenissen
- هولندا: Kerstman
- فنلندا: Joulupukki
- إيسلندا: Jolasveinn
- إيرلندا: Daidi na Nollag
- بلجبكا: Père Noël, Santa Claus, Kerstman
- بولندا: Świety Mikołaj
- رومانيا: Moş Craciun
- هنغاريا: Mikulas، Télapo
- أوكرانيا: Дед Мороз =ديد موروز
- صربيا: Деда Мраз= Deda Mraz
- مالطا: San Niklaw
- بلغاريا:Дядо Коледа =Dyado Koleda
- سلوفينيا: Bozicek
- كرواتيا: Djed Bozićnjak
- التشيك: Jesisek
- إستونيا: Jouluvana
- مقدونيا: Dedo Mraz
- ألبانيا: Babadimër
- أرمينيا: Gaghant Baba
- تركيا: Noel Baba
- اليابان: Hoteisho, Santa Kuroosu
- الصين: Sheng Dan Lao Ren
- كوريا: Santa Harabeoji
- الهند: Ganesha
- الجزيرة العربية: بابا نويل